# Adelheid Rupp

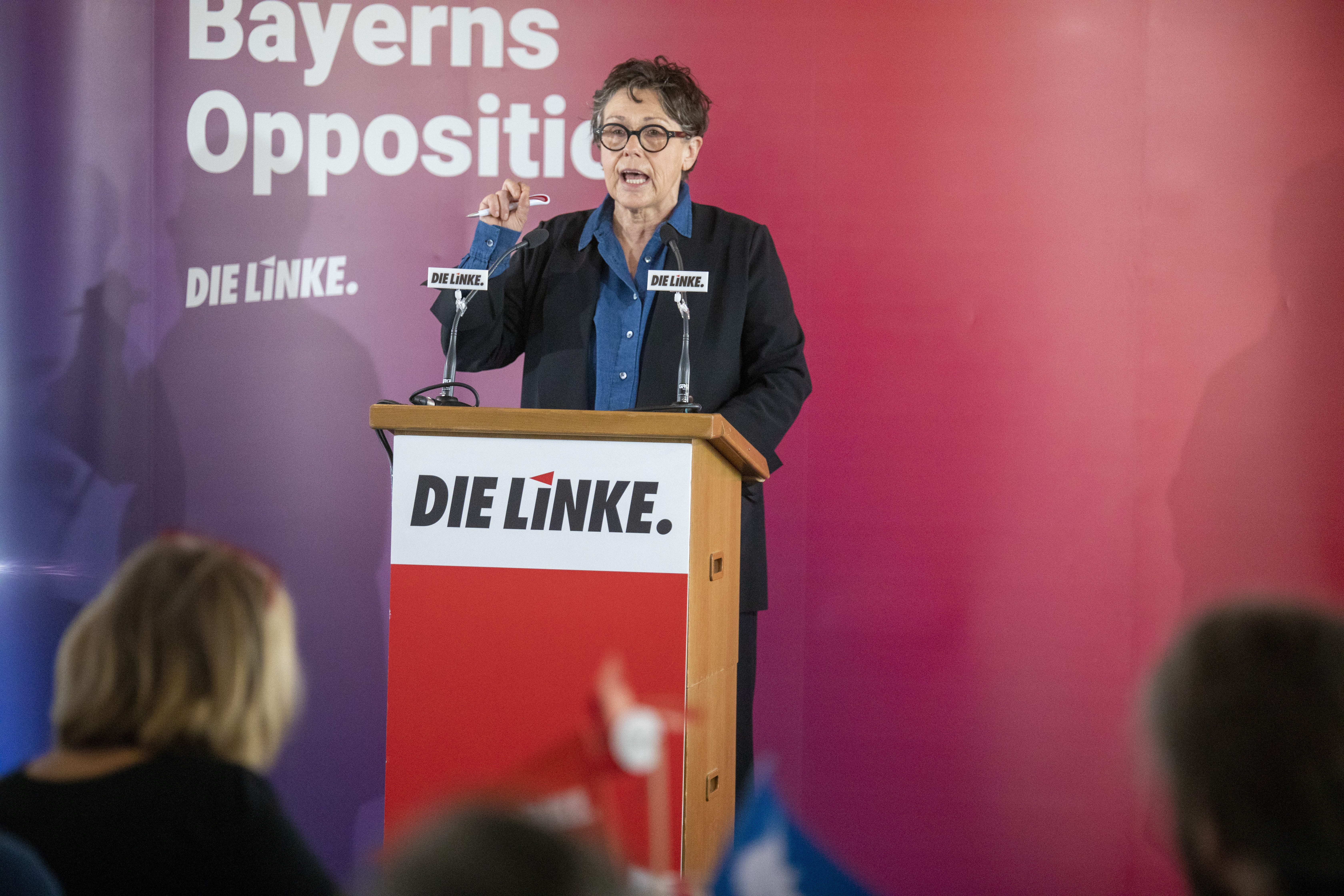
Adelheid Rupp (2023)

Adelheid Rupp (* 16. September 1958 in Geislingen an der Steige) ist eine deutsche Politikerin. Sie war von Oktober 2022 bis Juni 2024 eine der beiden Landesvorsitzenden von Die Linke in Bayern. Von 2003 bis 2013 war sie für die SPD Abgeordnete im Bayerischen Landtag.

## Ausbildung und Beruf
Adelheid Rupp studierte von 1979 bis 1983 Deutsch, Geschichte und Philosophie auf Lehramt an der Pädagogischen Hochschule Esslingen am Neckar (Abschluss: 1. Staatsexamen) und von 1987 bis 1992 Rechtswissenschaft an der Ludwig-Maximilians-Universität München. Nach dem 2. Staatsexamen in Jura 1994 ist sie seit 1995 als selbstständige Rechtsanwältin in Innerthann (Gemeinde Tuntenhausen) tätig. Zuvor war sie unter anderem als Referentin zunächst für die Landtagsfraktion von Bündnis 90/Die Grünen und dann für die Landtagsfraktion der SPD tätig. Als Rechtsanwältin vertrat Rupp unter anderem ein Mitglied der Linkspartei und ihres Jugendverbandes Linksjugend solid, dem wegen der Mitgliedschaft die Weiterbeschäftigung an der Universität Augsburg verwehrt worden war.

## Politik
Adelheid Rupp engagierte sich in ihrer Studienzeit als Mitglied des marxistischen MSB Spartakus in der Studierendenvertretung zunächst der PH Esslingen, später dann der LMU München.
1989 trat Adelheid Rupp in die SPD ein, in der sie verschiedene Funktionen vor Ort und in Arbeitsgemeinschaften wahrnahm. Seit 2001 gehörte sie dem SPD-Landesvorstand Bayern an. 2002 bis 2007 war sie stellvertretende Vorsitzende der SPD München. 2006 wurde sie zur Landesvorsitzenden der Arbeitsgemeinschaft sozialdemokratischer Frauen (AsF) gewählt. Von 2007 bis 2009 war sie stellvertretende Landesvorsitzende der SPD in Bayern.
Adelheid Rupp war von 2003 bis 2013 Mitglied des Bayerischen Landtags. Sie gehörte dort dem Ausschuss für Rechts-, Verfassungs- und Parlamentsfragen sowie dem Ausschuss für Hochschule, Forschung und Kultur an. Außerdem war sie Sprecherin der SPD-Landtagsfraktion für Frauenpolitik. Adelheid Rupp wurde über die Wahlkreisliste Oberbayern gewählt.
Bei der Landtagswahl 2008 kandidierte sie erfolglos im Stimmkreis München-Giesing, wurde aber über die Bezirksliste Oberbayern in den Landtag gewählt. Zu Beginn der neuen Wahlperiode war sie stellvertretende Vorsitzende des Ausschusses für Staatshaushalt und Finanzfragen und haushaltspolitische Sprecherin der SPD-Landtagsfraktion. Nach fraktionsinternen Meinungsverschiedenheiten verlor sie jedoch diese Funktionen im Oktober 2009 an Volkmar Halbleib. Im Anschluss gehörte sie dem Ausschuss für Bundes- und Europaangelegenheiten sowie dem Ausschuss für Hochschule, Forschung und Kultur an.
2011 wurde ein Teil ihrer Abgeordnetenbezüge gepfändet, nachdem sie einen Arbeitsgerichtsprozess gegen einen ehemaligen Mitarbeiter verloren hatte und ihren Zahlungsverpflichtungen nicht nachgekommen war.
Am 28. Oktober 2011 wurde Adelheid Rupp vom SPD-Ortsverein Bad Reichenhall als Kandidatin für die dort im März 2012 anstehende Oberbürgermeisterwahl nominiert, bei der sie mit 12,8 % der Stimmen den dritten Platz erreichte.
Neben ihrem Heimatstimmkreis betreute sie als Abgeordnete auch die Landkreise Ebersberg und Berchtesgadener Land.
Mit Ablauf der 16. Wahlperiode des Bayerischen Landtags schied Rupp im Herbst 2013 dort aus. Zur Landtagswahl 2013 trat sie nicht mehr an und arbeitet seit dem 1. September 2014 wieder als Rechtsanwältin an ihrem Wohnort Innerthann.
Später verließ sie die SPD und wechselte im August 2020 zur Partei Die Linke. Im Juni 2021 wurde sie Mitglied der Bundesschiedskommission der Linken. Bei einem Landesparteitag der Linken in Bayern wurde sie im Oktober 2022 neben Kathrin Flach Gomez zur Landessprecherin gewählt. Sie erreichte ohne Gegenkandidaten 69,1 Prozent der Stimmen. Bei der Landtagswahl 2023 tritt sie als Spitzenkandidatin ihrer Partei an. Auf dem Landesparteitag im Juni 2024 kandidierte sie nicht mehr für das Amt als Landessprecherin.